# Custo irrecuperável
Em economia, custos irrecuperáveis, também chamados de custos afundados ou incorridos (sunk costs, em inglês), são recursos empregados na construção de ativos que, uma vez realizados, não podem ser recuperados em qualquer grau significante. Ou seja, o custo de oportunidade desses recursos, uma vez empregados, é próximo de zero.

## Exemplo
No conhecido projeto “Concorde”, os governos francês e inglês continuaram a financiar o desenvolvimento do projeto do Concorde mesmo depois de, aparentemente, o modelo ter perdido o potencial econômico como aeronave. O projeto foi mantido pelo governo inglês como um desastre comercial, que “nunca deveria ter sido iniciado”, tendo sido quase cancelado. Contudo questões políticas e legais tornaram impossível para ambos os governos saírem do projeto antes de outubro de 2003.